# Баба Падманаджі
Баба Падманаджі (बाबा पदमनजी मुळे, 1831 — †29 серпня 1906) — індійський письменник часів Британської Індії, що писав мовою маратхі.

## Життя та творчість
Народився у м. Белгаум (Махараштра). Замолоду захопився просвітницькими ідеями, згодом, у 1854 році, він прийняв християнство, приєднавшись до руху дхармапрасара. Водночас стає прихильником британців, підтримуючи розповсюдження англійської культури в Індії. Виходячи з християнських догм та західних знань виступав за соціальні реформи, зокрема за підвищення статусу жінки. Тоді ж виявив хист до написання оповідок, розповідей та повістей.
Загалом доробок Баби складає близько 100 творів. Найбільш відомим є роман «Подорож Ямуни», де про те, як молода подружня пара — Ямуна, випускниця місіонерської школи, яка потай прийняла християнство, та її чоловік Виная подорожують Махараштрою. В результаті нещасного випадку Виная гине, і Ямуна чекає жалюгідна вдовина доля (насильницький постриг, заборона носити прикраси і святковий одяг, самітництво). Ямуна вирішується на втечу і виходить вдруге заміж за християнина. У принципах складання сюжету помітний вплив санскритської «обрамленої повісті» і ранньої англійської романістики. Мова роману проста, близька до розмовної мови, певною мірою відчувається вплив англійської фразеології і граматики. Цей роман вважається першим твором мовою маратхі, написаний у реалістичному стилі.